# 테오 푸르셰어
테오 제롬 줄리앙 푸르셰어(프랑스어: Théo Jérôme Julien Pourchaire, 2003년 8월 20일 ~ )는 프랑스의 자동차 경주 선수이다. 애로우 맥라렌 소속으로 NTT 인디카 시리즈에 참가했다.
2018년 싱글 시터 레이스를 시작했으며 주니어 프랑스 F4 챔피언십을 우승했다. 이듬해 2019년 ADAC 포뮬러 4 챔피언십을 우승하고 ART 그랑프리와 계약하며 2020년 포뮬러 3 챔피언십에 참가, 오스카 피아스트리에 3점 뒤진 2위로 시즌을 마쳤다. 2021년 FIA 포뮬러 2 챔피언십으로 승격되어 그해 5위를 달성했으며 2022년 2위, 2023년 챔피언을 달성했다. 2024년 부상을 입은 데이비드 말루카스를 대신해 애로우 맥라렌 소속으로 인디카에 참여했다.